# Observatorio de la Violencia de la Universidad Nacional Autónoma de Honduras
El Observatorio de la Violencia de la Universidad Nacional Autónoma de Honduras es creado en 2005 es una iniciativa  impulsada  por el Instituto Universitario en Paz, Democracia y Seguridad (IUDPAS) de la UNAH, el  Programa de las Naciones Unidas para el Desarrollo (PNUD) y la Agencia Sueca para el Desarrollo Internacional (ASDI)
.
Su función es monitorear las muertes por causas externas es decir todo aquello que no es natural, lesiones, evaluaciones médico-legales (delitos sexuales, mujer agredida, menor maltratado, lesiones en general) y los detenidos por asociación ilícita.